# La Condamine
La Condamine is een van de tien quartiers (wijken) en voormalige gemeente van Monaco. La Condamine is een zakenwijk gelegen aan de haven van Monaco (Port Hercule). Het is het op een na oudste gedeelte van Monaco. De naam, die al uit de middeleeuwen stamt, betekent "landbouwgrond aan de voet van een dorp".
Aan de haven liggen de aankomst en het vertrekpunt van de Grand Prix van Monaco. De route loopt vervolgens door Monte Carlo.
In de wijk bevindt zich de Église Sainte-Dévote met daarin een marmeren altaar uit de 18e eeuw. Op 27 januari vormt dit het vertrekpunt van een processie waarin de moord op de patroonheilige van Monaco (Sainte Dévote) wordt herdacht.
In deze wijk bevindt zich sinds 1999 ook het spoorwegstation Monaco Monte-Carlo.